# Sibilla Ramkin
Sibilla Ramkin, voluit Freule Sibil Deidre Olgivanna Flinx née Ramkin, Gravin van Ankh is een personage uit de Schijfwereld boeken van de Britse schrijver Terry Pratchett.
Freule Ramkin is de rijkste vrouw van Ankh-Meurbork. Ze is een struise aristocrate en heeft bij haar huis een asiel voor zieke en verlaten moerasdraakjes. Ze is getrouwd met de commandant van de stadswacht, Douwe Flinx. Ze gaf het huis waar ze opgroeide, Pseudopolis Yard, aan de wacht toen hun wachthuis werd vernietigd door een Draak.